# (23899) Kornoš
(23899) Kornoš ist ein Asteroid des Hauptgürtels, der am 17. September 1998 von den Astronomen der LONEOS an der Anderson Mesa Station (IAU-Code 688) des Lowell-Observatoriums im Coconino County in Arizona entdeckt wurde.
Der Himmelskörper wurde am 12. Juli 2014 nach dem slowakischen Astronomen Leonard Kornoš (* 1956) benannt, der an der Comenius-Universität Bratislava Vorlesungen über den Zusammenhang zwischen Meteorströmen und ihren Ausgangskörpern hält. Zusätzlich ist er in der astrometrischen und photometrischen Vermessung von Asteroiden und Kometen aktiv.